# Doktor Who – seria 6 (2011)
Szósta seria nowej wersji (chronologicznie 32.) brytyjskiego serialu science-fiction pt. Doktor Who rozpoczęła się 23 kwietnia 2011 wraz z premierą odcinka Niemożliwy astronauta, a zakończyła się 1 października 2011 roku odcinkiem Ślub River Song.
Seria ta została podzielona na dwie części. Pierwsza część, zawierająca w sumie siedem pierwszych odcinków (od Niemożliwy astronauta do Dobry człowiek idzie na wojnę), została wyemitowana od kwietnia do czerwca 2011 roku. Seria powróciła na ekrany dopiero 27 sierpnia 2011 roku odcinkiem Zabijmy Hitlera, a zakończyła się 1 października 2011 roku, odcinkiem Ślub River Song. Serię poprzedza odcinek świąteczny zatytułowany Opowieść wigilijna.
Producentami wykonawczymi serii byli Steven Moffat, Beth Willis oraz Piers Wenger. Producentami byli Sanne Wohlenberg, Marcus Wilson oraz Denise Paul.
Matt Smith, Karen Gillan oraz Arthur Darvill ponownie wcielają się w swoje role, kolejno: Doktora, Amy Pond i Rory'ego Williamsa. Darvill, który w poprzednim sezonie pojawiał się jedynie gościnnie, od odcinka świątecznego Opowieść wigilijna stał się stałym członkiem obsady. 
Do niektórych odcinków zostały wyprodukowane prequele, które w zamyśle miały promować konkretne odcinki sezonu. Odcinek Niemożliwy astronauta został zadedykowany Elisabeth Sladen, aktorce pojawiającej się wielokrotnie w serialu, zmarłej kilka dni przed emisją tego sezonu.

## Obsada
W odcinku Opowieść wigilijna gościnnie wystąpili Michael Gambon oraz Katherine Jenkins.
Alex Kingston powraca gościnnie w pięciu odcinkach serii jako River Song; James Corden powraca do roli Craiga Owensa w odcinku Godzina zamknięcia. Simon Callow również pojawia się ponownie w roli Charlesa Dickensa, którego Doktor spotkał poprzednio w pierwszej serii w odcinku Niespokojni nieboszczycy. Ponadto wystąpili także: Michael Sheen (odcinek Żona Doktora), Imelda Staunton (odcinek Dziewczyna, która czekała), Suranne Jones (odcinek Żona Doktora), David Walliams (odcinek Kompleks boga), Hugh Bonneville, Lily Cole, Mark Sheppard oraz Daniel Mays (odcinek Nocne koszmary).

## Odcinki
| N/o | #   | Tytuł                                    | Tytuł polski                                | Reżyseria      | Scenariusz       | Uwagi                          | Premiera                          | Premiera w Polsce (BBC Ent.)     |
| --- | --- | ---------------------------------------- | ------------------------------------------- | -------------- | ---------------- | ------------------------------ | --------------------------------- | -------------------------------- |
| 213 | –   | A Christmas Carol                        | Opowieść wigilijna                          | Toby Haynes    | Steven Moffat    | odcinek świąteczny (62 minuty) | 25 grudnia 2010                   | 25 grudnia 2011                  |
| Statek kosmiczny wiozący 4003 pasażerów, w tym przyjaciół Doktora – Amy Pond i Rory’ego Williamsa – musi awaryjnie lądować. Jednakże warunki atmosferyczne panujące na planecie, nad którą przelatują, są bardzo trudne. Atmosferą planety włada maszyna znajdująca się w posiadaniu zgorzkniałego, starego człowieka o imieniu Kazran Sardick. Doktor, wezwany przez Amy, stara się uratować życie pasażerów, rozmawiając z Sardickiem. Jednak gdy bezpośrednia perswazja się nie udaje, Doktor zainspirowany Opowieścią wigilijną Dickensa postanawia zmienić życie Kazrana, by ten był skłonny uratować pasażerów. |     |                                          |                                             |                |                  |                                |                                   |                                  |
| 214 | 1 2 | The Impossible Astronaut Day of the Moon | Niemożliwy astronauta Lądowanie na Księżycu | Toby Haynes    | Steven Moffat    | 2 odcinki                      | 23 kwietnia 2011 30 kwietnia 2011 | 6 stycznia 2012 13 stycznia 2012 |
| 215 | 3   | The Curse of the Black Spot              | Klątwa czarnej plamy                        | Jeremy Webb    | Stephen Thompson | 1 odcinek                      | 7 maja 2011                       | 20 stycznia 2012                 |
| 216 | 4   | The Doctor’s Wife                        | Żona Doktora                                | Richard Clark  | Neil Gaiman      | 1 odcinek                      | 14 maja 2011                      | 27 stycznia 2012                 |
| 217 | 5 6 | The Rebel Flesh The Almost People        | Zbuntowane ciało Prawie ludzie              | Julian Simpson | Matthew Graham   | 2 odcinki                      | 21 maja 2011 28 maja 2011         | 3 lutego 2012 10 lutego 2012     |
| 218 | 7   | A Good Man Goes to War                   | Dobry człowiek idzie na wojnę               | Peter Hoar     | Steven Moffat    | 1 odcinek (50 minut)           | 4 czerwca 2011                    | 17 lutego 2012                   |
| 219 | 8   | Let’s Kill Hitler                        | Zabijmy Hitlera                             | Richard Senior | Steven Moffat    | 1 odcinek (50 minut)           | 27 sierpnia 2011                  | 24 lutego 2012                   |
| 220 | 9   | Night Terrors                            | Nocne koszmary                              | Richard Clark  | Mark Gatiss      | 1 odcinek                      | 3 września 2011                   | 2 marca 2012                     |
| 221 | 10  | The Girl Who Waited                      | Dziewczyna, która czekała                   | Nick Hurran    | Tom MacRae       | 1 odcinek                      | 10 września 2011                  | 9 marca 2012                     |
| 222 | 11  | The God Complex                          | Kompleks boga                               | Nick Hurran    | Toby Whithouse   | 1 odcinek (50 minut)           | 17 września 2011                  | 16 marca 2012                    |
| 223 | 12  | Closing Time                             | Godzina zamknięcia                          | Steve Hughes   | Gareth Roberts   | 1 odcinek                      | 24 września 2011                  | 23 marca 2012                    |
| 224 | 13  | The Wedding of River Song                | Ślub River Song                             | Jeremy Webb    | Steven Moffat    | 1 odcinek                      | 1 października 2011               | 30 marca 2012                    |

1. ↑  Tytuł polski podany za lektorem polskiej wersji językowej wyprodukowanej na zlecenie BBC Worldwide.
2. ↑  Data polskiej premiery podana została za programem telewizyjnym stacji BBC Entertainment opublikowanym w serwisie teleman.pl.

## Emisja
Odcinek specjalny Opowieść wigilijna obejrzało 12,11 milionów ludzi w Wielkiej Brytanii.

## Materiały dodatkowe

### Odcinki krótkometrażowe
Night and the Doctor jest kolekcją pięciu mini-odcinków zatytułowanych kolejno Bad Night, Good Night, First Night, Last Night i Up All Night, które zostały skompilowane i dołączone do wydania DVD serii szóstej.
| Tytuł                    | Reżyseria      | Scenariusz                     | Premiera            |
| ------------------------ | -------------- | ------------------------------ | ------------------- |
| Space / Time             | Richard Senior | Steven Moffat                  | 18 marca 2011       |
| Death Is the Only Answer | Jeremy Webb    | uczniowie Oakley Junior School | 1 października 2011 |
| Night and the Doctor     | Richard Senior | Steven Moffat                  | 21 listopada 2011.  |

### Prequele
| Tytuł                               | Reżyseria     | Scenariusz       | Premiera         |
| ----------------------------------- | ------------- | ---------------- | ---------------- |
| The Impossible Astronaut prequel    | brak danych   | Steven Moffat    | 25 marca 2011    |
| The Curse of the Black Spot prequel | brak danych   | Stephen Thompson | 30 kwietnia 2011 |
| A Good Man Goes to War prequel      | Marcus Wilson | Steven Moffat    | 28 maja 2011     |
| Let's Kill Hitler prequel           | Steve Hughes  | Steven Moffat    | 15 kwietnia 2011 |
| The Wedding of River Song prequel   | Marcus Wilson | Steven Moffat    | 24 września 2011 |